# Lisztaffe

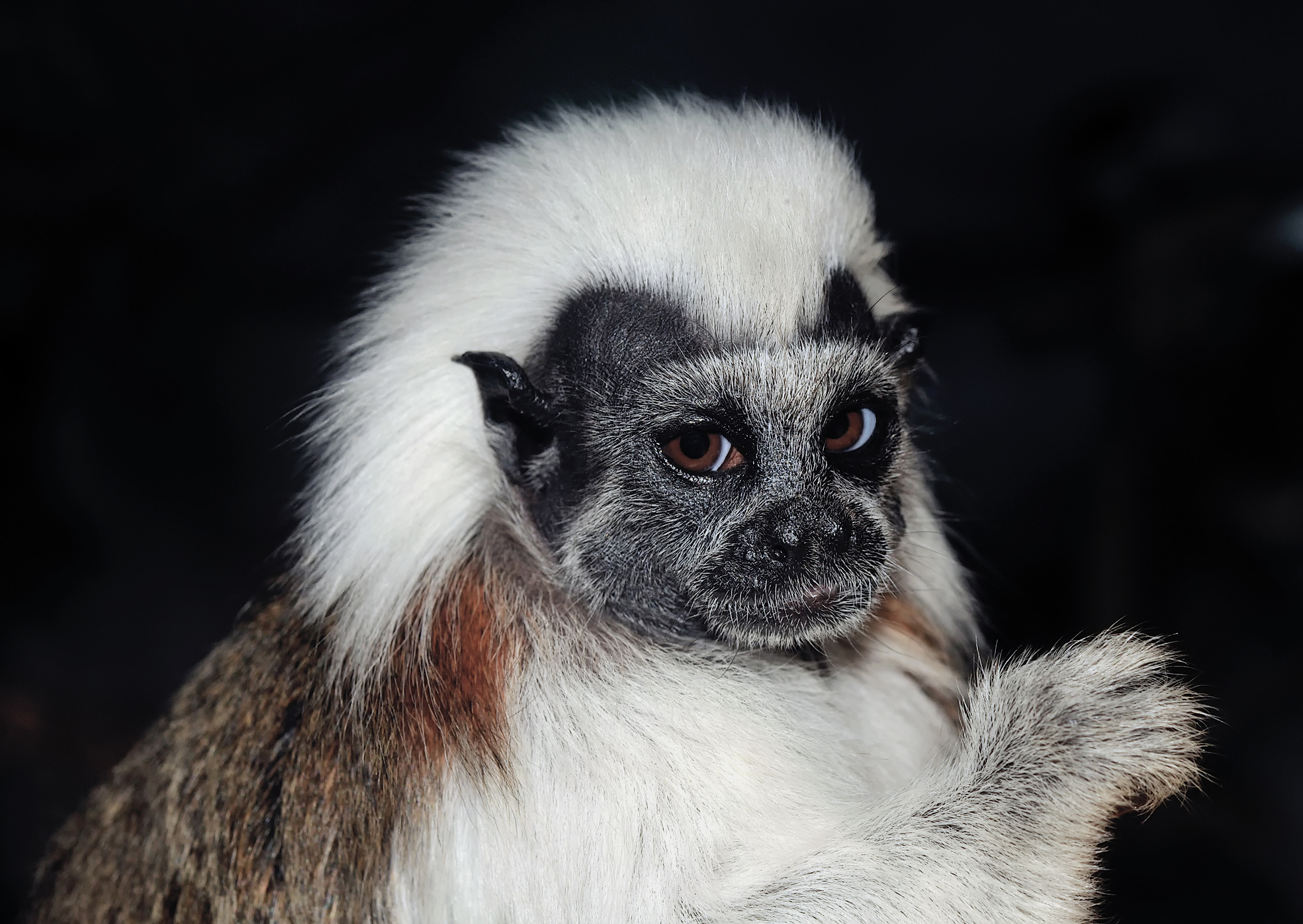
Porträt

Der Lisztaffe (Saguinus oedipus) ist eine Primatenart aus der Familie der Krallenaffen. Der gebräuchliche deutschsprachige Name karikiert die Ähnlichkeit seiner Haartracht mit der des österreichisch-ungarischen Komponisten Franz Liszt.

## Merkmale
Lisztaffen erreichen eine Kopfrumpflänge von 21 bis 26 Zentimetern, der Schwanz ist mit 33 bis 41 Zentimetern länger als der Körper. Das Gewicht beträgt 300 bis 450 Gramm. Ihr Fell ist am Rücken und an den Schultern braun, am Bauch und an den Gliedmaßen weißlich-gelb gefärbt. Wie bei allen Krallenaffen befinden sich an den Fingern und Zehen (mit Ausnahme der Großzehe) Krallen statt Nägel. Der lange Schwanz ist an der Wurzel rötlich-braun und wird zur Spitze hin schwarz. Herausragendstes Kennzeichen sind die langen, weißen Haare, die vom Kopf über die Schultern hängen.

## Verbreitung und Lebensraum

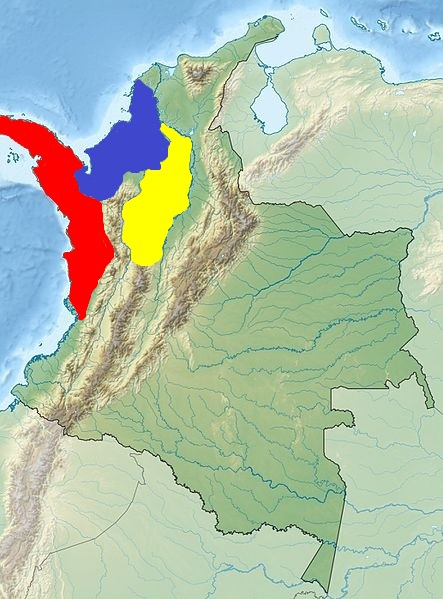
Verbreitungsgebiete der Arten aus der Saguinus-oedipus-Gruppe:
Lisztaffe
Geoffroy-Perückenaffe
Weißfußtamarin

Lisztaffen sind ausschließlich im nordwestlichen Kolumbien beheimatet, wo sie in der Region an der Karibikküste vorkommen. Ihr Lebensraum sind Wälder, wobei sie sowohl in Regenwäldern als in trockeneren Waldformen zu finden sind. Sie sind dabei auf Gebiete mit dichtem Unterholz angewiesen.

## Lebensweise und Ernährung
Wie alle Krallenaffen sind die Lisztaffen tagaktive Baumbewohner. Im Geäst bewegen sie sich auf allen vieren oder springend fort.
Diese Tiere leben in Gruppen von drei bis neun Tieren zusammen, die aus einem dominanten, monogam lebenden Paar, ihrem Nachwuchs und meist noch anderen untergeordneten jüngeren Tieren bestehen. Eine Gruppe bewohnt ein Revier von 7 bis 10 Hektar Größe, welches mit Drüsensekreten markiert wird. Eindringlinge aus anderen Gruppen schüchtern sie ein, indem sie ihren Anal- und Genitalbereich deutlich zur Schau stellen.
Die Nahrung der Lisztaffen besteht überwiegend aus Insekten und Früchten, daneben nehmen sie auch kleine Wirbeltiere und Baumsäfte zu sich.

## Fortpflanzung
Üblicherweise pflanzt sich nur das dominante Paar einer Gruppe fort. Zweimal im Jahr bringt das Weibchen nach rund 140-tägiger Tragzeit zwei Jungtiere zur Welt. In erster Linie kümmert sich der Vater um den Nachwuchs, er trägt ihn auf seinem Rücken und bringt ihn der Mutter nur zum Säugen. Auch die anderen Gruppenmitglieder kümmern sich um die Jungtiere. Nach rund drei Monaten sind die Jungen entwöhnt, ihre Geschlechtsreife erlangen Weibchen nach 18 und Männchen nach 24 Monaten. Die Lebenserwartung liegt bei ungefähr 10 Jahren.

## Gefährdung
In den 1960er- und 1970er-Jahren wurden tausende Tiere gefangen und als Labortiere in die USA exportiert. Diese Praxis ist heute verboten, stattdessen stellt die fortschreitende Zerstörung ihres Lebensraums das größte Problem dar. Es gibt drei Schutzgebiete, die Umsetzung des Artenschutzes ist aber oft nicht gewährleistet. Die IUCN schätzt, dass in den letzten 18 Jahren (drei Generationen) die Gesamtpopulation um über 80 % zurückgegangen ist und listet die Art als „vom Aussterben bedroht“ (critically endangered). Die Gesamtpopulation beläuft sich auf rund 6000 Tiere, davon 2000 ausgewachsene.

## Systematik
Der Lisztaffe bildet zusammen mit dem Geoffroy-Perückenaffen und dem Weißfußtamarin die oedipus-Gruppe innerhalb der Gattung der Tamarine (Saguinus). Die oedipus-Gruppe ist geographisch von den übrigen Tamarinen isoliert, da sie nicht wie die anderen Arten im Amazonasbecken, sondern im nordwestlichen Kolumbien und in Panama leben.
Der Artzusatz im wissenschaftlichen Namen bezieht sich vermutlich auf Ödipus aus der griechischen Mythologie.